# Jim Weatherwax
Jim Weatherwax é um ex-jogador profissional de futebol americano estadunidense.

## Carreira
Jim Weatherwax foi campeão do Super Bowl II jogando pelo Green Bay Packers.